# Liste der Bodendenkmäler in Kirchheim bei München
Auf dieser Seite sind die Bodendenkmäler in der oberbayerischen Gemeinde Kirchheim bei München zusammengestellt. Diese Tabelle ist eine Teilliste der Liste der Bodendenkmäler in Bayern. Grundlage ist die Bayerische Denkmalliste, die auf Basis des Bayerischen Denkmalschutzgesetzes vom 1. Oktober 1973 erstmals erstellt wurde und seither durch das Bayerische Landesamt für Denkmalpflege geführt wird. Die folgenden Angaben ersetzen nicht die rechtsverbindliche Auskunft der Denkmalschutzbehörde.

## Bodendenkmäler in Kirchheim bei München
| Lage                         | Objekt | Akten-Nr.     | Bild           |
| ---------------------------- | --- | ------------- | -------------- |
| (Standort)                   | Siedlung der Urnenfelderzeit sowie Siedlung mit Hofgrablegen des frühen Mittelalters. | D-1-7836-0116 |                |
| (Standort)                   | Siedlung vor- und frühgeschichtlicher Zeitstellung. | D-1-7836-0117 |                |
| (Standort)                   | Körpergräber der späten Hallstatt- oder frühen Latènezeit. | D-1-7836-0122 |                |
| (Standort)                   | Siedlung vor- und frühgeschichtlicher Zeitstellung. | D-1-7836-0122 |                |
| (Standort)                   | Siedlung vor- und frühgeschichtlicher Zeitstellung. | D-1-7836-0156 |                |
| (Standort)                   | Siedlung vor- und frühgeschichtlicher Zeitstellung. | D-1-7836-0158 |                |
| (Standort)                   | Siedlung vor- und frühgeschichtlicher Zeitstellung. | D-1-7836-0160 |                |
| (Standort)                   | Siedlung vor- und frühgeschichtlicher Zeitstellung. | D-1-7836-0161 |                |
| (Standort)                   | Bestattungsplatz mit Kreisgräben vorgeschichtlicher Zeitstellung. | D-1-7836-0162 |                |
| (Standort)                   | Siedlung vorgeschichtlicher Zeitstellung. | D-1-7836-0163 |                |
| (Standort)                   | Viereckiges Grabenwerk vorgeschichtlicher Zeitstellung. | D-1-7836-0164 |                |
| (Standort)                   | Verebnete Viereckschanze der späten Latènezeit. | D-1-7836-0167 |                |
| (Standort)                   | Siedlung vor- und frühgeschichtlicher Zeitstellung. | D-1-7836-0168 |                |
| (Standort)                   | Viereckiges Grabenwerk vorgeschichtlicher Zeitstellung. | D-1-7836-0172 |                |
| (Standort)                   | Siedlung vor- und frühgeschichtlicher Zeitstellung. | D-1-7836-0173 |                |
| (Standort)                   | Siedlung und Brandgräber der Urnenfelderzeit sowie Siedlung der Hallstattzeit. | D-1-7836-0179 |                |
| (Standort)                   | Siedlung und Bestattungsplatz mit Kreisgräben vor- und frühgeschichtlicher Zeitstellung. | D-1-7836-0180 |                |
| (Standort)                   | Siedlung vorgeschichtlicher Zeitstellung und Reihengräberfeld des frühen Mittelalters. | D-1-7836-0181 |                |
| (Standort)                   | Siedlung vor- und frühgeschichtlicher Zeitstellung. | D-1-7836-0182 |                |
| (Standort)                   | Siedlung vor- und frühgeschichtlicher Zeitstellung. | D-1-7836-0183 |                |
| (Standort)                   | Siedlung vor- und frühgeschichtlicher Zeitstellung. | D-1-7836-0185 |                |
| (Standort)                   | Siedlung vor- und frühgeschichtlicher Zeitstellung sowie Körpergräber des Endneolithikums (Glockenbecherkultur) oder der frühen Bronzezeit.                                                                                              | D-1-7836-0186 |                |
| (Standort)                   | Bestattungsplatz mit Kreisgräben und Siedlung und vorgeschichtlicher Zeitstellung. | D-1-7836-0187 |                |
| (Standort)                   | Siedlung des frühen Mittelalters. | D-1-7836-0230 |                |
| (Standort)                   | Siedlung vorgeschichtlicher Zeitstellung, u. a. der Bronzezeit. | D-1-7836-0336 |                |
| (Standort)                   | Siedlung des frühen Mittelalters. | D-1-7836-0337 |                |
| (Standort)                   | Siedlung vor- und frühgeschichtlicher Zeitstellung. | D-1-7836-0341 |                |
| Heimstetten (Standort)       | Siedlung und Körpergräber der Frühbronzezeit, Siedlung und Brandgräber der Urnenfelderzeit und der Hallstattzeit sowie Siedlung, Körper- und Brandgräber der frühen römischen Kaiserzeit.                                                | D-1-7836-0348 |                |
| (Standort)                   | Siedlung mit Hofgrablegen des frühen Mittelalters sowie Siedlung vorgeschichtlicher Zeitstellung, u. a. des Endneolithikums, der Hallstattzeit und der Latènezeit.                                                                       | D-1-7836-0354 |                |
| (Standort)                   | Siedlung der frühen und mittleren Bronzezeit und der römischen Kaiserzeit. | D-1-7836-0370 |                |
| (Standort)                   | Grabenwerk und Siedlung der Bronzezeit, der Urnenfelderzeit und der Hallstattzeit. | D-1-7836-0372 |                |
| (Standort)                   | Körpergräber der frühen Bronzezeit sowie Siedlung der späten Bronzezeit und der Urnenfelderzeit. | D-1-7836-0376 |                |
| (Standort)                   | Brandgräber der Urnenfelderzeit. | D-1-7836-0378 |                |
| (Standort)                   | Siedlung vorgeschichtlicher Zeitstellung. | D-1-7836-0382 |                |
| (Standort)                   | Siedlung vor- und frühgeschichtlicher Zeitstellung, u. a. Herrenhof der Hallstattzeit, Siedlung der Späthallstatt-/Frühlatènezeit, Körpergräber der späten römischen Kaiserzeit sowie Siedlung mit Hofgrablegen des frühen Mittelalters. | D-1-7836-0384 |                |
| (Standort)                   | Siedlung und verebnete Grabhügel vorgeschichtlicher Zeitstellung. | D-1-7836-0455 |                |
| (Standort)                   | Siedlung der Urnenfelderzeit und Körpergräber der mittleren Latènezeit. | D-1-7836-0489 |                |
| Münchner Straße 2 (Standort) | Untertägige mittelalterliche und frühneuzeitliche Befunde im Bereich der katholischen Pfarrkirche St. Andreas in Kirchheim bei München und ihrer Vorgängerbauten.                                                                        | D-1-7836-0514 | weitere Bilder |